# カガヤン・バレー地方

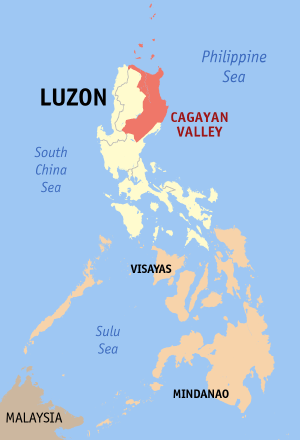

カガヤン・バレー地方（カガヤン・バレーちほう、Cagayan Valley, Region II）は、フィリピン北部ルソン島にある地方で、フィリピンの最北に位置する。中心都市はトゥゲガラオ（Tuguegarao）である。

## 地理
バシー海峡の北は中華民国（台湾）。
国内最長のカガヤン川を擁する。

## 州
- バタネス州（バタン諸島）
- カガヤン州（バブヤン諸島）
- イサベラ州
- ヌエヴァ・ヴィスカヤ州
- キリノ州